# Castillo Viejo de Albaida
El Castell Vell (castillo viejo) se ubica en un cerro, conocido como Monte Real en los siglos XV, XVI y XVII, al sur del núcleo urbano de la población de Albaida (Valencia) España, en una situación muy estratégica para dominar la zona. Está catalogado como Bien de interés cultural.

## Descripción histórico-artística
Originalmente fue una fortaleza ibérica, estando ocupada de forma ininterrumpida a lo largo de los siglos; pero los elementos que han llegado a la actualidad son de la época musulmana. Debió constituir un importante núcleo fortificado andalusí, centro militar de toda el área. 
El castillo fue expoliado poco después de su abandono, utilizándose más tarde como cantera de piedra y otros materiales constructivos, lo que hizo que los restos que han llegado hasta nosotros sean muy escasos, aunque pueden distinguirse trozos de la muralla, dos aljibes y diversas bases de torres cuadradas. El material utilizado para la construcción fue  mampostería con argamasa, a nivel arqueológico se han detectado elementos íberos y prerromanos.